# Rudolf Neuzil
Rudolf Leopold Neuzil (* 15. Juli 1919 in Zell an der Ybbs; † 24. März 1988 in Wien) war ein österreichischer Fußballspieler auf der Position eines Rechtsaußens und Rechtsverbinders, der aufgrund einer schweren Kriegsverletzung seine Karriere beendete und danach als Journalist und Herausgeber in der Sportpublizistik tätig war.

## Karriere
Rudolf Neuzil wurde am 15. Juli 1919 als Sohn von Rudolf Neuzil (* 15. April 1884 in Wien-Alservorstadt; † vermutlich am 10. Mai 1945 in Oehling), Gendarmeriepostenleiter in Ardagger, und dessen Ehefrau Zäcilia (auch Cäcilia oder Zäzilia; geborene Kollmann; * 30. Oktober 1885 in Unterzell; † ?) in der damals noch eigenständigen Gemeinde Zell an der Ybbs (heute ein Stadtteil von Waidhofen an der Ybbs) geboren und am 21. Juli 1919 auf den Namen Rudolf Leopold getauft. Seine Eltern hatten am 28. Oktober 1917 in Deutsch-Wagram geheiratet. Der Vater nahm als Feldgendarm am Ersten Weltkrieg teil, war im ersten Kriegsjahr am nördlichen Kriegsschauplatz im Einsatz und wurde im März 1915 in Anerkennung seines tapferen Verhaltens vor dem Feinde als bei der 3. Kavallerietruppendivision stehender Vizewachtmeister mit der Silbernen Tapferkeitsmedaille I. Klasse geehrt. Im Jahr darauf folgte für das Mitglied der k.k. Gendarmerie das Silberne Verdienstkreuz mit der Krone am Bande der Tapferkeitsmedaille; ebenso im Jahr 1917. Nach dem Krieg versah der Vater, der begeisterter Schachspieler war, seinen Dienst wieder in der Heimat. Nebenbei wirkte er als Turnwart der Jungturnerschar des Markts Ardagger, der auch sein Sohn angehörte, und wurde im Mai 1930 zum Ehrenmitglied des christlich-deutschen Turnvereins Markt Ardagger ernannt.
Seine Großeltern väterlicherseits waren Jakob Neuzil, Kutscher bei Seiner Königlichen Hoheit Herzog Albrecht von Württemberg in Stuttgart, und Antonia Barbara (geborene Lorich). Seine Großeltern mütterlicherseits waren Johann Kollmann, Wirtschaftsbesitzer in Unterzell, und Maria (geborene Bruckschwaiger). Sein Vater starb vermutlich am 10. Mai 1945 im Gemeindegebiet von Oehling, wo seine Leiche mehrere Wochen später stark verwest und teilweise mumifiziert aufgefunden wurde.
Während seiner Schulausbildung am Stiftsgymnasium Seitenstetten wurde Neuzil 1937 als Fußballspieler Mittelschulmeister des westlichen Niederösterreichs und trat später beim ASK Amstetten als Rechtsaußen und Rechtsverbinder in Erscheinung. Während des Zweiten Weltkriegs zog er sich eine schwere Verletzung zu, aufgrund der er seine Karriere als Aktiver frühzeitig beenden musste. Nach 1945 machte er sich um den Aufbau der Sportpublizistik in Niederösterreich verdient und verlegte ab 1947 den Niederösterreichischen Sport, die einzige Sportwochenzeitung der Bundesländer, die auch die offiziellen Mitteilungen des Niederösterreichischen Fußballverbands (NÖFV) veröffentlichte. Bei der Zeitung fungierte er gleichzeitig auch als Chefredakteur.
Am 5. Jänner 1961 heiratete der damals 41-Jährige in Pressbaum in erster Ehe eine Hertha Wilhelmine Helene Covanda (auch Kovanda). Über das weitere Leben Neuzils ist nichts Näheres bekannt.
Am 24. März 1988 gegen 17:10 Uhr starb Neuzil im Alter von 68 Jahren im Gebäude Alser Straße 4 im Alten Allgemeinen Krankenhaus Wien.